# Sphaerulomyces coralloides
Sphaerulomyces coralloides är en svampart som beskrevs av Marvanová 1977. Sphaerulomyces coralloides ingår i släktet Sphaerulomyces, divisionen sporsäcksvampar och riket svampar.   Inga underarter finns listade i Catalogue of Life.